# 은징가 음반데

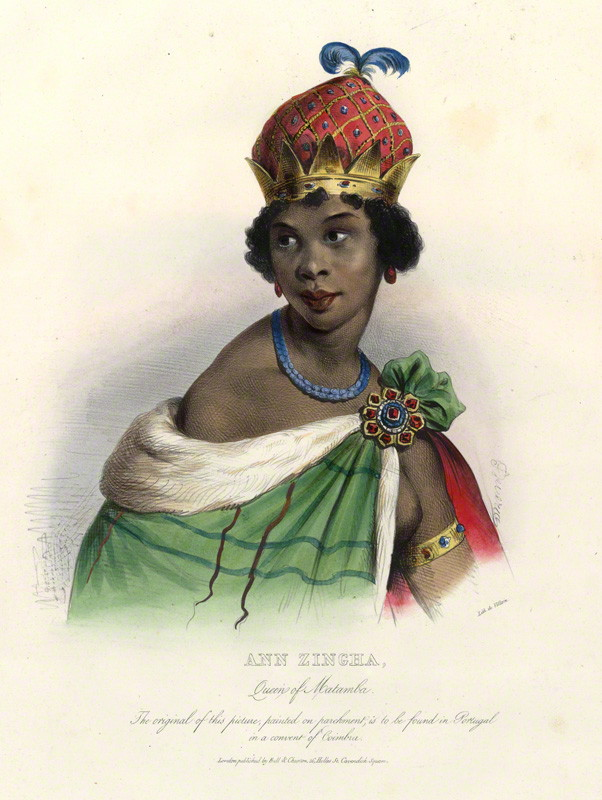

은징가 음반데(Njinga Mbande, 본명: Njinga Ana de Sousa Mbande, 1583년 경 – 1663년 12월 17일)는 현재 북부 앙골라에 위치한 은동고(Ndongo1624–1663)와 마탐바(Matamba, 1631–1663)의 암분두(Ambundu) 왕국의 여왕으로 통치한 남서 아프리카 통치자였다. 은동고의 지배 가문에서 태어난 그녀의 아버지 응골라 킬롬보 키아 카센다(Ngola Kilombo Kia Kasenda)는 은동고의 왕이었다.
은징가는 어린 시절 군사 및 정치 교육을 받았으며 포르투갈 제국 대사로서 정치적 위기를 해소하는 데 적성을 보여주었다. 1624년에 그녀는 동생 음반디가 죽은 후 은동고에 대한 권력을 장악했다. 그녀는 아프리카 노예 무역의 급속한 성장과 남서 아프리카에서 포르투갈 제국의 침략 기간 동안 통치했다. 포르투갈은 1626년 은동고에 전쟁을 선포했고 1628년까지 은징가의 군대는 심하게 기진맥진하게 되어 망명했다. 동맹을 찾기 위해 그녀는 임방갈라(Imbangala) 장군 카산예(Kasanje)와 결혼했다. 이 새로운 동맹을 통해 그녀의 군대를 재건함으로써 그녀는 1631년부터 1635년까지 마탐바 왕국을 정복했다. 1641년에 그녀는 포르투갈로부터 루안다를 점령한 네덜란드 서인도 회사와 동맹을 맺었다. 1641년에서 1644년 사이에 은징가는 은동고의 대부분을 되찾을 수 있었다. 네덜란드와 함께 그녀는 여러 전투에서 포르투갈을 물리쳤지만 마산가노 요새를 점령하지 못했다. 1648년 포르투갈은 루안다를 탈환했고 네덜란드는 앙골라를 떠났다. 은징가는 1656년에 평화 조약이 체결될 때까지 포르투갈과 계속 싸웠다.
그녀가 죽은 후 수세기 동안 은징가는 점점 더 앙골라와 더 넓은 대서양 크리올 문화에서 중요한 역사적 인물로 인식되었다. 그녀는 지능, 정치적, 외교적 지혜, 군사 전술로 기억된다.

## 같이 보기
- 주앙 1세 (콩고)